# Aristida stipoides
Aristida stipoides är en gräsart som beskrevs av Jean-Baptiste de Lamarck. Aristida stipoides ingår i släktet Aristida och familjen gräs. Inga underarter finns listade i Catalogue of Life.